# 戈尔迪斯塔尔
戈尔迪斯塔尔（德語：Goldisthal，發音：[ˈɡɔldɪstaːl]）是德国图林根州松讷贝格县的市镇，面积19.69平方千米，2023年12月31日人口为344人。